# Legítima defesa da honra
Legítima defesa da honra é uma figura jurídica utilizada pela defesa de um réu para justificar determinados crimes de natureza passional, atribuindo o fator motivador do delito ao comportamento da vítima. A justificativa que apela à "legítima defesa da honra" também tem sido utilizada, entre outros, para anular ou atenuar a culpa de maridos, companheiros e namorados ao praticarem agressões físicas contra a mulher.
O Código Penal brasileiro de 1940, ainda em vigor, traz a figura da legítima defesa em seu artigo 25: “Entende-se em
legítima defesa quem, usando moderadamente dos meios necessários, repele injusta agressão, atual ou iminente, a direito seu ou de outrem”. A doutrina jurídica, por sua vez, entende que qualquer bem jurídico pode ser defendido legitimamente, incluindo-se a "honra".
Em 2023, o Supremo Tribunal Federal julgou a figura inconstitucional em julgamentos de feminicídio por tribunais do juri.